# 紫背万年青
紫背萬年青（学名：Tradescantia spathacea），又稱青紅蘭、蚌兰、荷包兰、蚌花、小蚌花，为药食两用植物。多年生草本植物，高20～50厘米。莖多分枝，帶肉質，紫紅色，下部匍匐狀，節上常生鬚根，上部近於直立。葉互生，披針形。原產於墨西哥。

## 外觀
紫背萬年青的茎粗壮，多少肉质，高不及50厘米，不分枝。叶則互生而紧贴，披针形，长15～30厘米，宽2.5～6厘米，先端渐尖，基部鞘状，上面绿色，下面紫色。花則白色，腋生，具短柄，多数，聚生，包藏于苞片内；苞片2，蚌壳状，大而压扁，长3～4厘米，淡紫色。

## 食用
紫背萬年青可以用來泡茶。

## 圖示

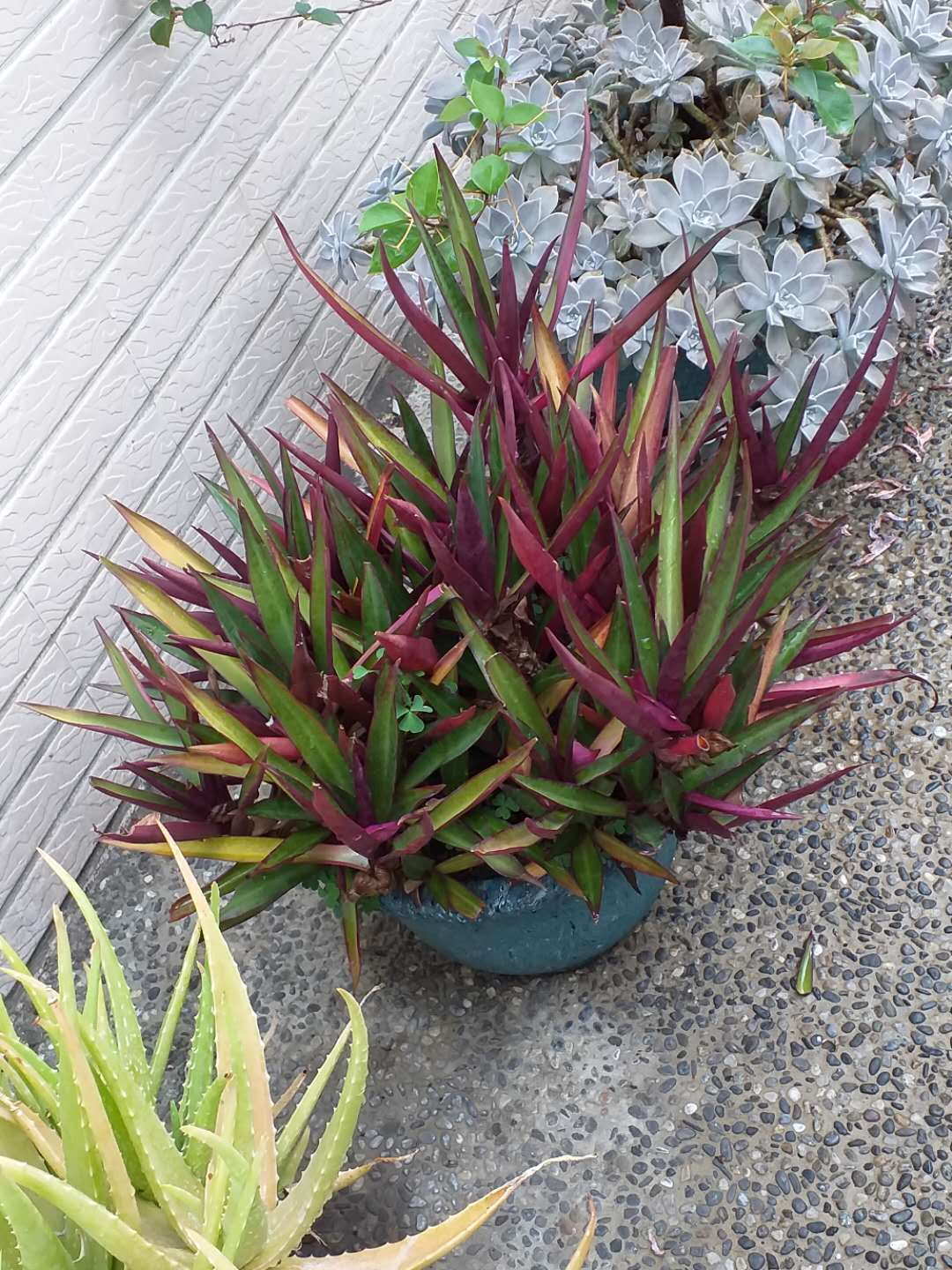
適合盆栽
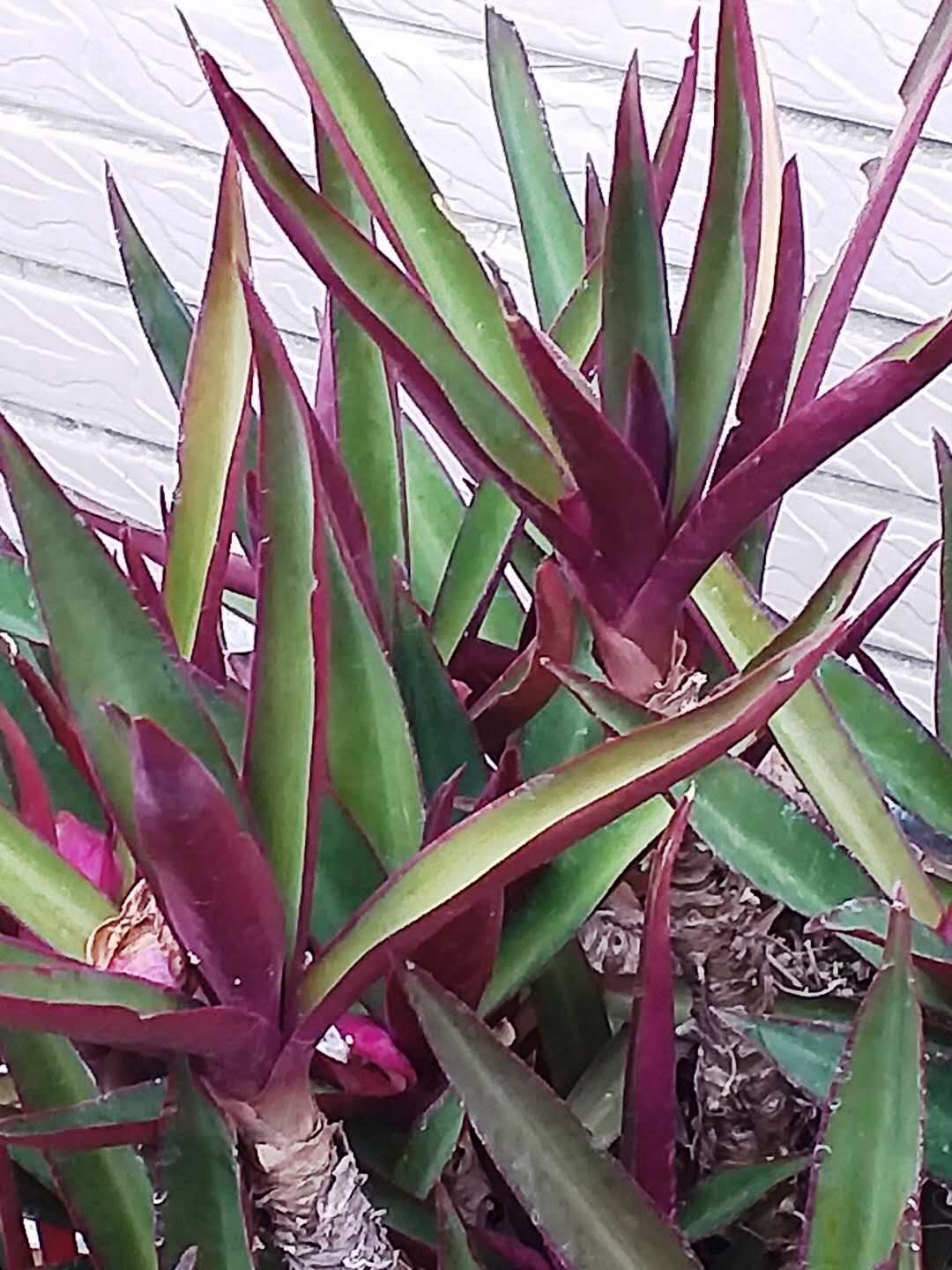
莖粗
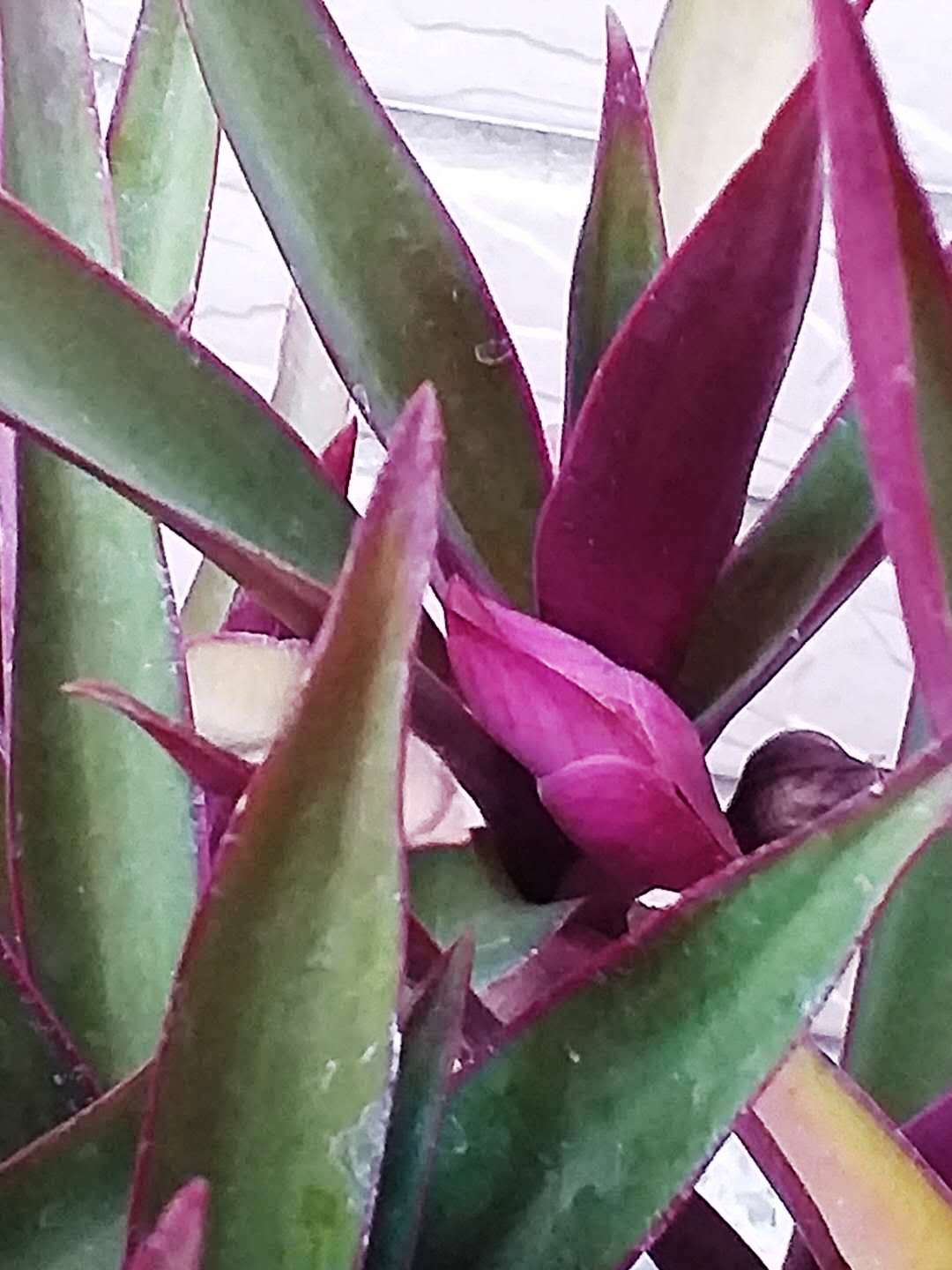
如蚌的花苞
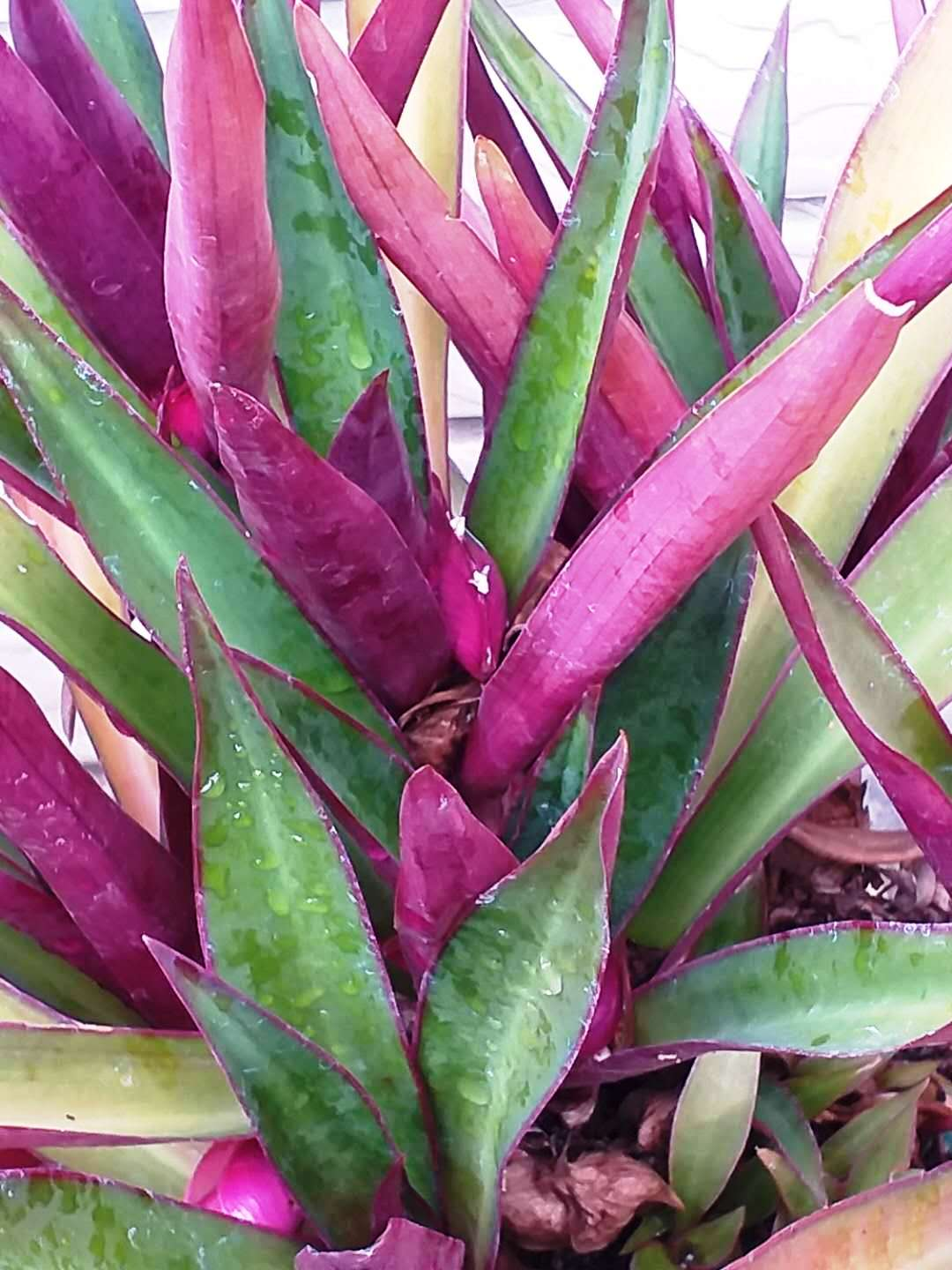
即將綻放的小白花